# Fagonia charoides
Fagonia charoides är en pockenholtsväxtart som beskrevs av Emilio Chiovenda. Fagonia charoides ingår i släktet Fagonia och familjen pockenholtsväxter. Inga underarter finns listade i Catalogue of Life.